# Стържишче (община Толмин)
Вижте пояснителната страница за други значения на Стържишче.
Стържишче (на словенски: Stržišče) е село в Словения, регион Горишка, община Толмин. Според Националната статистическа служба на Република Словения през 2015 г. селото има 41 жители.